# Таджикистан на зимових Олімпійських іграх 2010
Таджикистан на зимових Олімпійських іграх 2010 у Ванкувері був представлений 1 спортсменом в 1 виді спорту. Країна втретє брала участь у зимовій Олімпіаді. Єдиним учасником змагань був гірськолижник Андрій Дригін. Прапороносцем на церемонії відкриття став гірськолижник Алішер Кудратов, який не змагався на Олімпіаді, а на церемонії закриття спортивний чиновник Алішер Квадратон.

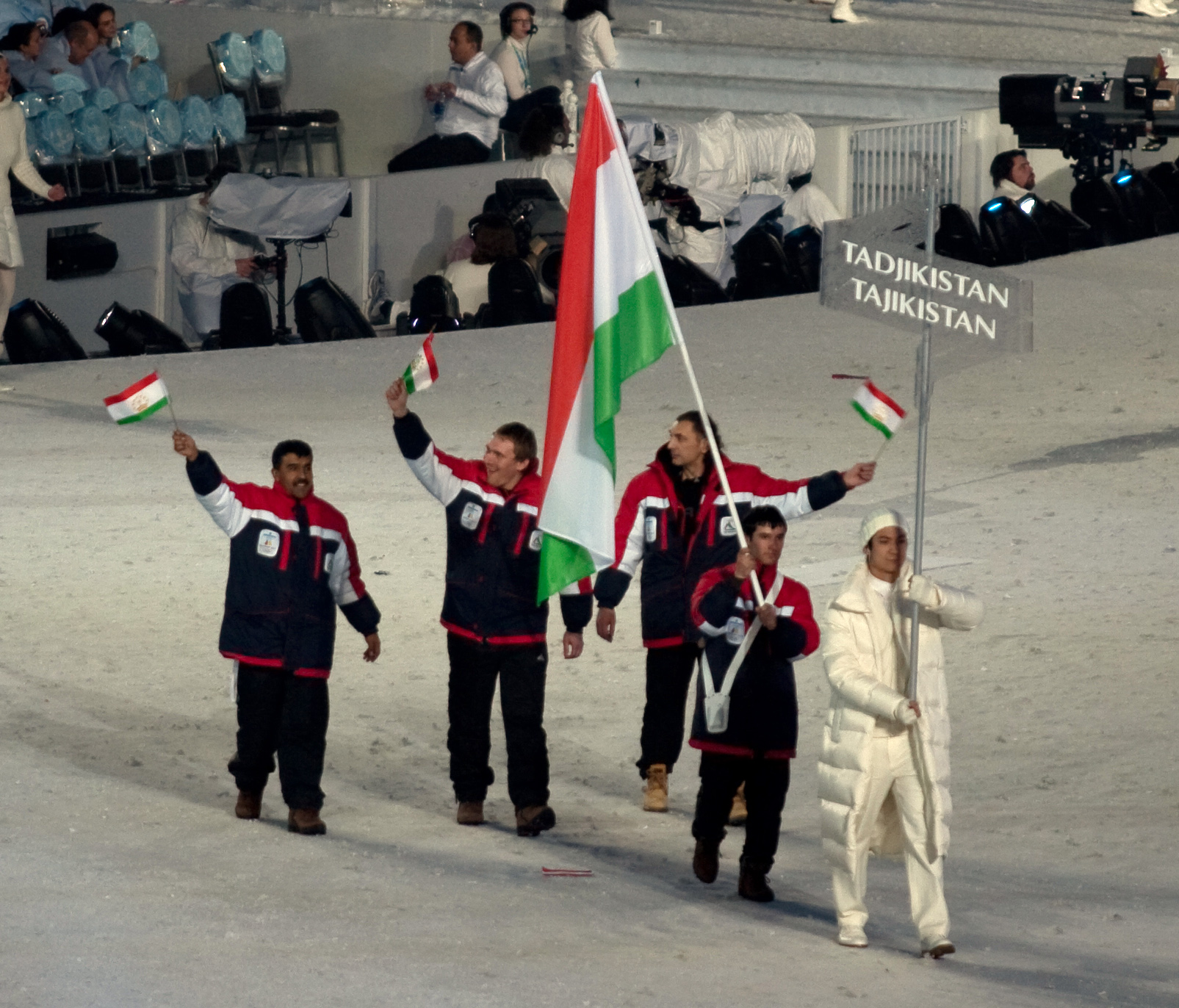
Збірна Таджикистану під час Параду націй на церемонії відкриття Олімпіади

## Гірськолижний спорт
| Спорстмен     | Дисципліна         | Спуск 1 | Спуск 2 | Разом   | Місце |
| ------------- | ------------------ | ------- | ------- | ------- | ----- |
| Андрій Дригін | Гігантський слалом | 1:25.82 | 1:29.47 | 2:55.29 | 57    |
| Андрій Дригін | Слалом             | DNF     | DNF     | DNF     | DNF   |
| Андрій Дригін | Швидкісний спуск   | Н/Д     | Н/Д     | 2:04.44 | 59    |
| Андрій Дригін | Супергігант        | Н/Д     | Н/Д     | 1:38.03 | 44    |